# Jordi Caceres Iglesias
Jordi Caceres Iglesias (24 agosto 2004) è un nuotatore artistico spagnolo.

## Palmarès
- Europei

Funchal 2025: oro nel solo libero
- Mondiali giovanili:

Lima 2024: bronzo nel duo misto programma libero

### Coppa del Mondo
- 9 podi:
  - 2 vittorie (1 nella gara individuale, 1 nel duo)
  - 3 secondi posti (2 nella gara individuale e 1 nel duo)
  - 4 terzi posti (3 nel duo e 1 nella gara individuale)

#### Coppa del mondo - vittorie
| Data          | Luogo   | Paese   | Disciplina    |
| ------------- | ------- | ------- | ------------- |
| 5 aprile 2024 | Pechino | Cina    | Solo tecnico  |
| 5 maggio 2024 | Parigi  | Francia | Duo libero Mx |